# Adriai sallangvirág
Az adriai sallangvirág (Himantoglossum adriaticum) a kosborfélék családjába tartozó, Európában honos, sziklagyepekben, cserjésekben élő, Magyarországon fokozottan védett növényfaj.

## Megjelenése
Az adriai sallangvirág 40-60 (98) cm magas, lágyszárú, évelő növény. Ikergumói a talajban találhatók. Tőlevélrózsáját 2-5 (ritkán akár 10) hosszúkás-lándzsás levél alkotja, amelyek hossza 7,5-17,5 cm, szélessége 2,5-4,5 cm. Szárleveleinek mérete felfelé haladva egyre kisebbedik. A virágzat murvalevelei közül az alsók 1,92-7,15 cm-esek, a felsők már rövidebbek a virágoknál.       
Május-júliusban virágzik. Virágzata laza megnyúlt fürt, amelyet 20-40 (84) zöldes-halványbíboros virág alkot. A külső és belső lepellevelek (szirmok) sisakká borulnak össze, amely kívülről zöldesfehér színű, néha pirosan futtatott. A külső lepellevelek hossza 7,1-10 mm, szélessége 3,5-5,3 mm; a belsőké 4,4-7 mm, illetve 1,17-1,8 mm. A mézajak halvány vörösbarna vagy zöldesbarna, a tövénél világosabb és 8-10 bíborszín folt látható rajta. Alakja szerint mélyen háromhasábú; a középső feltűnően hosszú (28-61 mm) és vékony (1,3-2,3 mm), csúcsán mélyen bevágott. A két oldalkaréj jelentősen rövidebb (2,9-10 mm). Kis sarkantyúja lefelé irányul, 2,1-3 mm-es.
Termése 12-16 mm hosszú, 3-4 mm vastag toktermés, benne átlagosan 5 100 (1300-9900) apró maggal.

### Hasonló fajok
A bíboros sallangvirággal lehet összetéveszteni, ám itt a felső virágok murvalevelei soha nem érnek túl a magházakon, nem alkotnak „üstököt”. Az adriai sallangvirág kisebb, gracilisabb termetű és apróbb virágú, sarkantyúja fele olyan hosszú, mint rokonáé. 

## Elterjedése
Európai faj, csak Olaszország középső és északi részén, Ausztriában, Magyarországon, Szlovákiában, Csehországban, Szlovéniában, Horvátországban és Dél-Albániában fordul elő. Hazai állományai alacsony hegyvidéki (52%) vagy dombvidéki élőhelyeken találhatók meg. A Bakonyban, a Sümeg-Tapolcai-háton, a Keszthelyi-hegységben, Sopron és Kőszeg mellett vannak populációi, illetve a Zalai-dombságon találtak egy-egy magányos példányt.     

## Életmódja
Sztyeppréteken, karsztbokorerdőkben, cserjésekben, száraz tölgyesekben (inkább a szélükön) él. Másodlagos élőhelyeken (útszéleken, szőlőhegyeken, gyümölcsösökben) is megtalálható. Inkább a meszes talajt kedveli, élőhelyein a talaj pH-ját 7,35-7,85 közöttinek (átlagosan 7,51) mérték. Az enyhe félárnyékot, időszakos árnyékot részesíti előnyben.    
A Keszthelyi-hegységben végzett vizsgálatok alapján egy adott évben az egyedek 68%-a csak vegetatív hajtást fejlesztett, 22% virágzott, 11% pedig a föld alatt lappangott, amelynek hossza akár a 6 évet is elérhette. Más tövek 12 éven át minden évben kihajtottak. Virágzás után a növény a következő évben általában erőt gyűjt, csak zöld hajtást hoz. Becslések szerint legalább 50 cm2 levélterületre (4 tőlevél) van szükség a virághozáshoz.    
Tőlevelei augusztus végén, szeptemberben jelennek meg, a nyári aszályos időszak elmúltával. Áttelelése után a következő évben május vége és július közepe között virágzik, középnapja június 17. Megporzásáról különböző méhek és poszméhek (házi méh, a Colletes, Andrena, Bombus nemzetségek fajai) gondoskodnak. A megtermékenyülés hatékonysága 5-55%-os. Előfordulhat szomszédmegporzás (azonos egyed másik virága által) is. A termések július-augusztusra érnek be, akkorra elszáradnak levelei is (a levelek elhalása aszály idején már a virágzáskor megkezdődhet); ezután a növény 1-3 hónapig nyugalomban van.   

## Természetvédelmi helyzete
Az adriai sallangvirág viszonylag nagy területen elterjedt, és bár egyes populációnak egyedszáma csökken, helyzete mégis stabilnak mondható. A Természetvédelmi Világszövetség Vörös listáján "nem fenyegetett" státusszal szerepel. Elsősorban élőhelyének eltűnése, beerdősítése, helyenként a vadkár és az emberi tevékenység (szemétlerakás, terepkerékpározás, motorkerékpározás) jelent számára veszélyt. Magyarországon eddig összesen 20, 1990 óta 13 állományát mérték fel, visszaszorulása 35%-os. Teljes egyedszáma néhány ezres nagyságrendűre becsült. 1982 óta fokozottan védett, természetvédelmi értéke 250 000 Ft.

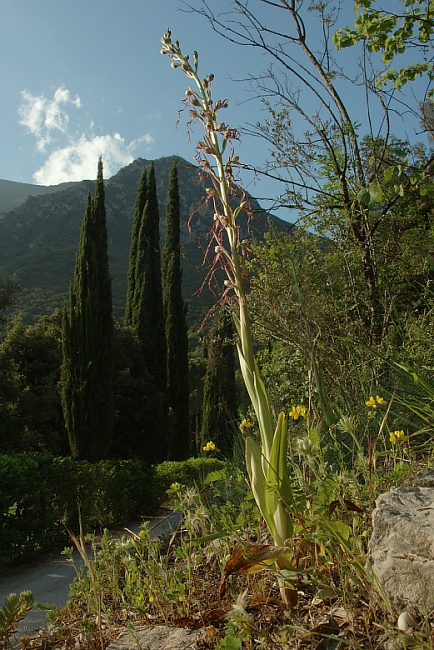
Habitusa
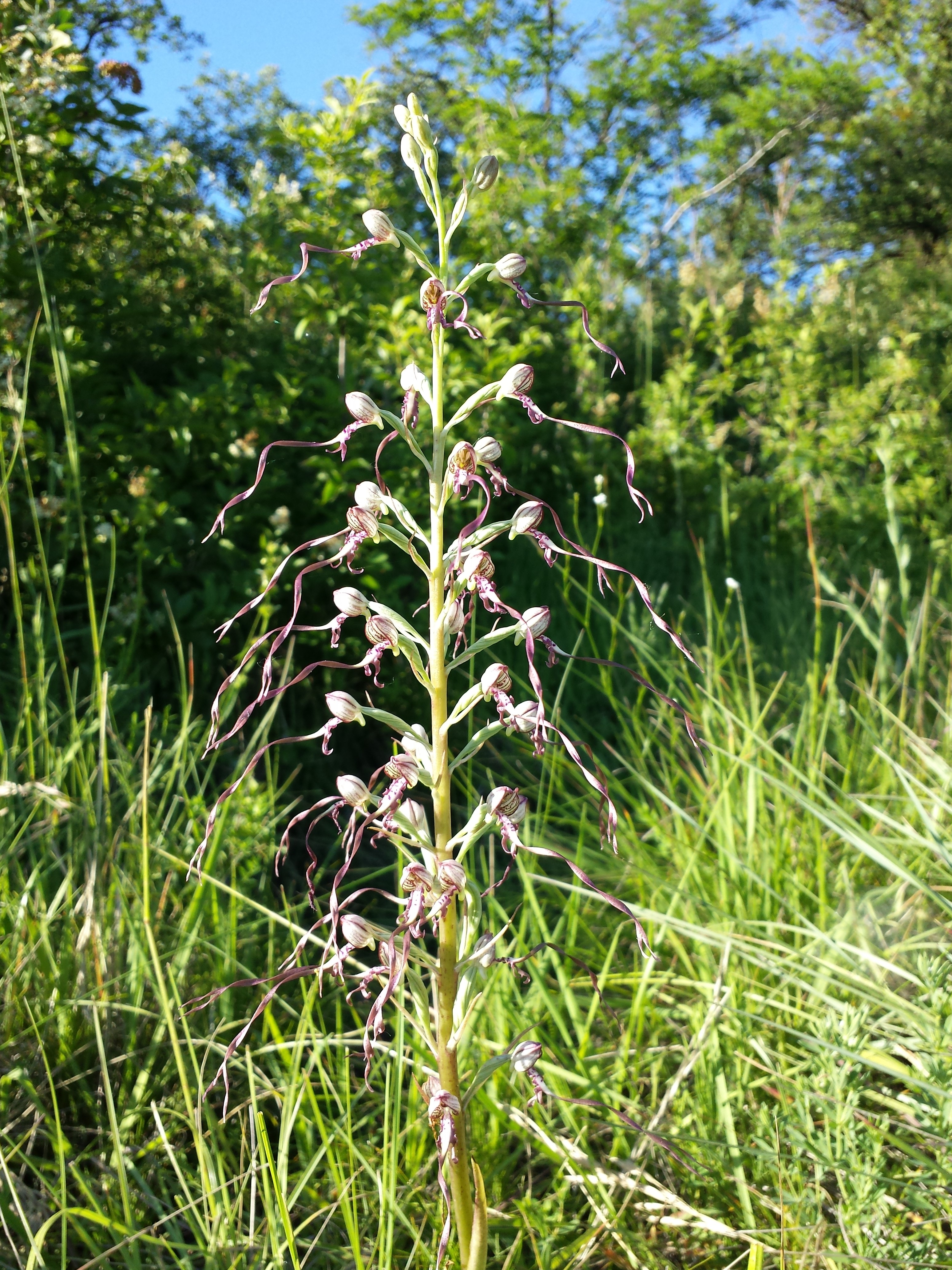
Virágzata
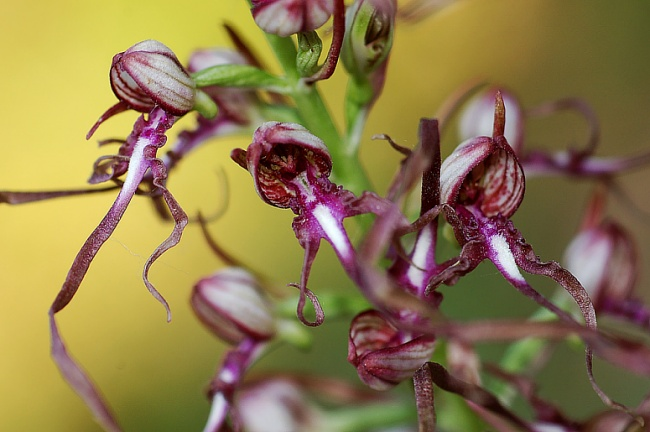
Virága
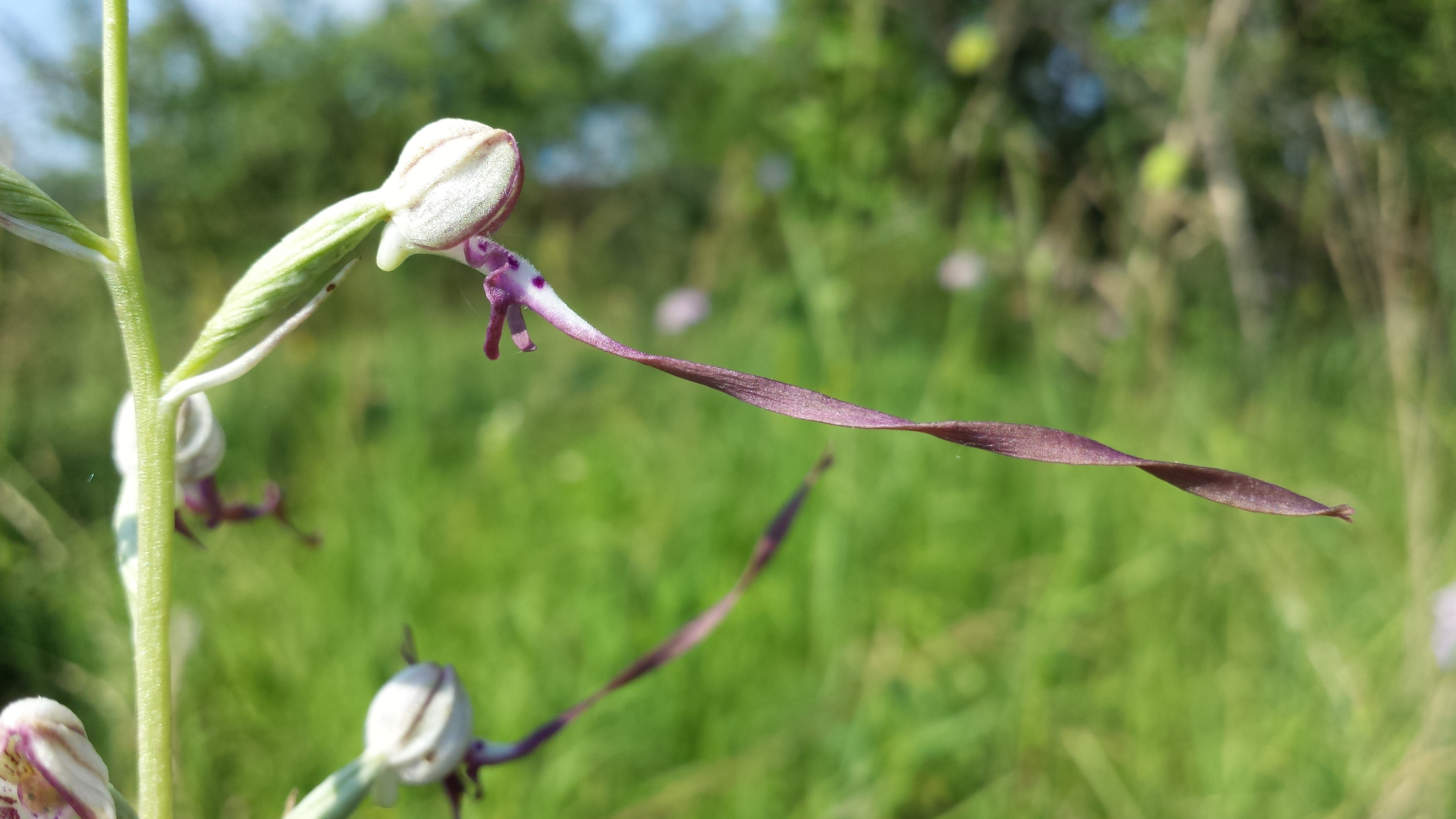
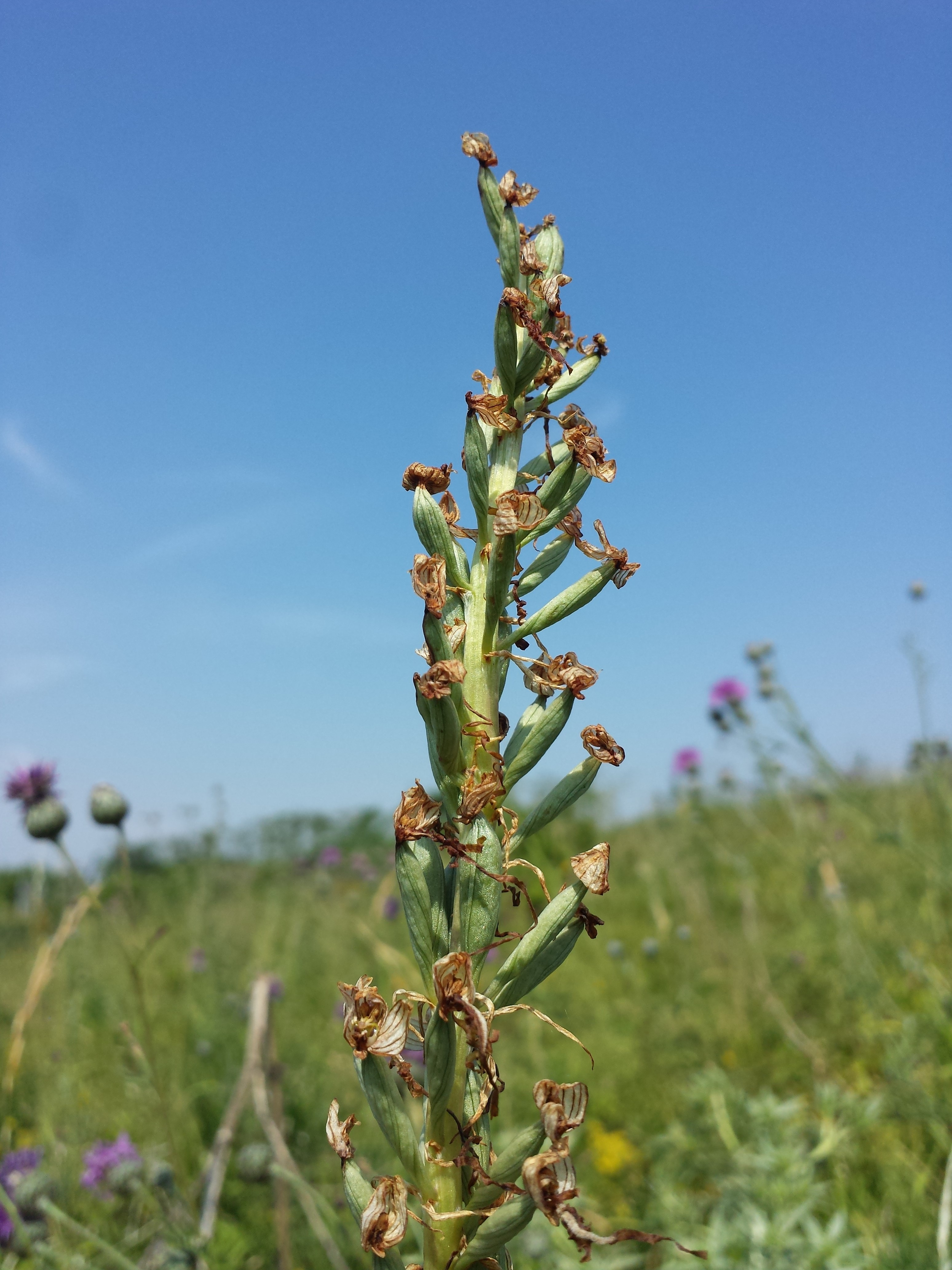
Termései